# Goodbye Mr A
Goodbye Mr A é uma canção da banda britânica de pop rock The Hoosiers de 2007. É o segundo single de seu álbum de estreia The Trick To Life.
A música foi escrita depois que o vocalista Irwin Sparkes soube em 2006 que seu professor de inglês, Jonathan "Mr A" Anderton, havia morrido. “Goodbye Mr A” é uma ode a Anderton. O disco deu ao The Hoosiers, como seu antecessor Worried About Ray, outro grande sucesso no Reino Unido. Alcançou a 4ª posição, o que lhe deu mais sucesso que seu antecessor.

## Faixas e formatos
| CD single |                                            |         |  |
| N.º       | Título                                     | Duração |  |
| 1.        | "Goodbye Mr A (radio edit)"                | 3:48    |  |
| 2.        | "Worried About Ray (live on Virgin Radio)" | 4:29    |  |

## Desempenho nas tabelas musicais

### Posições
| Tabela musical (2007)                     | Melhor posição |
| ----------------------------------------- | -------------- |
| União Europeia (European Hot 100 Singles) | 15             |
| Irlanda (Irish Singles Chart)             | 23             |
| Polónia (Polish music charts)             | 44             |
| Escócia (Official Charts Company)         | 16             |
| Reino Unido (UK Singles Chart)            | 4              |

### Certificações
| País              | Certificação |
| ----------------- | ------------ |
| Reino Unido (BPI) | Platina      |